# 塚山村
塚山村（つかやまむら）は、かつて新潟県三島郡にあった村。

## 沿革
- 1889年（明治22年）4月1日 - 町村制施行に伴い三島郡塚野山村、西谷村、東谷村が合併し、塚山村が発足。
- 1955年（昭和30年）3月31日 - 三島郡来迎寺村・岩塚村、古志郡石津村と合併し、三島郡越路町となり消滅。